# كأس السوبر الأوروبي 1994
كأس السوبر الأوروبي 1994 هو النسخة العشرون من كأس السوبر الأوروبي، وهي بطولة كرة قدم سنوية تنظّمها اليويفا ويتنافس عليها حاملا لقب مسابقات الأندية الأوروبية الرئيسية.

جمعت هذه النسخة التي أُقيمت من مباراتي ذهاب وإياب بين فريق إيه سي ميلان الإيطالي بطل مسابقة دوري أبطال أوروبا 1993–94 وفريق آرسنال الإنجليزي الفائز بمسابقة كأس الكؤوس الأوروبية 1993–94، وتمكّن الارسنال من حصد اللقب بعد تعادله ذهاباً في ملعب آرسنال يوم 1 فبراير عام 1995 وفوزه إياباً في السان سيرو بنتيجة 2-0 بعد ذلك بأسبوع.